# Peter Tedden
Peter Tedden (* 23. November 1955 in Mülheim an der Ruhr) ist ein deutscher Galerist, Verleger, Kurator, Kunstförderer und Kunstsammler.

## Leben
Tedden absolvierte das Abitur 1974 am Heinrich-Heine-Gymnasium in Oberhausen. Von 1984 bis 1994 studierte er Rechtswissenschaften an der Westfälischen Wilhelms-Universität Münster. 1984 legte er die erste juristische Staatsprüfung in Hamm ab, 1988 machte er die zweite juristische Staatsprüfung in Düsseldorf. Von 1988 bis 1993 arbeitete er für das Auktionshaus Th. Krauth Antiquitäten und Auktionen in Düsseldorf, das ab 1992 als Auktionshaus Phillips Deutschland firmierte.
Peter Tedden ist mit der Künstlerin Sybille Kroos verheiratet (geb. 1965 in Bottrop).

## Galerie Peter Tedden
Seit der Gründung 1992 legt die Galerie ihren Fokus auf die Förderung junger Kunst aus dem Umfeld der Kunstakademie Düsseldorf mit Schwerpunkt auf eine gegenständliche Malerei. Fünfundzwanzig Jahre hatte die Galerie Peter Tedden ihren Sitz in der Bilker Straße 6 in der Düsseldorfer Carlstadt.
2018 erfolgte der Umzug in die Mutter-Ey-Straße 5, wo die Galerie direkt neben dem Schmela-Haus ansässig ist. Zu den Ausstellungen publiziert der Verlag Peter Tedden regelmäßig Broschüren und Kataloge.
Parallel zur Düsseldorfer Galerie richtet Tedden Ausstellungen in Zusammenarbeit mit dem Kunstverein Oberhausen im Rahmen des Kunstsommers Oberhausen aus.
Die Galerie nimmt regelmäßig an Messeausstellungen wie der Art Cologne (bis 2005), der Art Karlsruhe, der Art Vienna, der Berliner Liste und der Amsterdam RAI teil.
Zum festen Künstlerstamm der Galerie gehören Andrea Bender, Axel Brandt, Cordula Güdemann, Jörg Paul Janka, Sybille Kroos, Kirsten Krüger, Hans-Willi Notthoff, Thomas Putze, Jan Schüler und Andreas Welzenbach.

### Themenausstellungen der Galerie (Auswahl)
Eine Auflistung der Personal-, Gruppen- und Themenausstellungen ab 1992 befindet sich auf der Internetseite der Galerie.
- 2003: Mal doch mal ´n Auto, mit Andrea Bender, Sven Kroner, Robert Klümpen, Daniel Wagenblast
- 2004: Die Jägerprüfung, mit Matthias Beckmann, Dieter Krieg, Ulrich Meister, Judith Samen, Cornelia Schleime, Cornelius Völker
- 2005: Ironischer Realismus, mit Ivan Albright, Peter Angermann, Martin Kippenberger, René Magritte, Otto Pankok, Sigmar Polke, Gerhard Richter, Judith Samen, Georg Scholz, Cornelius Völker
- 2006: Die Kunstelf, mit Peter Bömmels, Thomas Huber, Werner Reuber, Thomas Virnich
- 2012: Butterflöckchen: Andreas Bee, Annedore Dietze, Andrea Bender
- 2014: Herrgottswinkel, mit Heinz Baumüller, Robert Hartmann, Frank Herzog
- 2016: Velophil, mit Thomas Putze, Andreas Welzenbach, Ulrike Zilly
- 2017: Wer schreibt, der bleibt, mit Peter Blake, Bernhard Johannes Blume, Dieter Krieg, Ferdinand Kriwet, Markus Mußinghoff, Nam June Paik, Walter Stöhrer, Timm Ulrichs, Ben Vautier
- 2019: Neapolis Concept Store, mit Jörg Paul Janka, Susanne Ristow, Gregor Schneider[7]

### Ausstellungen in Zusammenarbeit mit dem Oberhausener Kunstverein (Auswahl)
- 2006: Vergeht mir hören, sehen und denken. Studenten der Klasse Albert Oehlen
- 2005: Klasse Cordula Güdemann
- 2008: Karin Kneffel und ihre Schüler
- 2015: Untier. Studenten der Klasse Cordula Güdemann

### Ausstellungen mit Künstlern der Galerie an anderen Orten (Auswahl)
- 2007: Schöne Grüße aus Düsseldorf, Fahrradhalle Offenbach
- 2011 After the Goldrush. Realistische Malerei des 21. Jahrhunderts aus Düsseldorf und Leipzig, Kunstverein Speyer
- 2011: Galerie Tedden zu Gast in Italien, Porto Ceresio, VA: Biblioteca Comunale, Sala polivunzionale / P.leLuraschi
- 2013 Beuysland ist abgebrannt. Galerie Peter Tedden zu Gast in Speyer, Kunstverein/Städtische Galerie Speyer
- 2019 Rheinblick, Kunstverein Xanten[8]

## Sammlung Tedden
Seit Beginn der Tätigkeit als Galerist sammelt Peter Tedden Kunst. Verschiedene Künstler fertigten Porträts von ihm an, darunter Andrea Lehnert, Axel Brandt, Jan Schüler, und Ulrike Zilly. 
Zur Sammlung Tedden gehören u. a. Werke von Heinz Baumüller, Stefan Ettlinger, Tom Fleischhauer, Günther Förg, Werner Gilles, Cordula Güdemann, Heinz Hausmann, Hans-Jörg Holubitschka, Johannes Hüppi, Gereon Krebber, Dieter Marschall, Ulrich Meister, David Ostrowski, Thomas Putze, Simone Letto, Markus Lüpertz, Heinz Rabbow, Daniel Richter, Claudia Rößger, Peter Rusam, Jan Schüler, Cornelius Völker, Nele Waldert, Max Peiffer Watenphul und Ulrike Zilly.

### Ausstellungen der Sammlung
- 2006: Verstehen braucht Kontext. Bilder der Sammlung Tedden, Künstlerverein Malkasten, Düsseldorf
- 2007: Kennzeichen D. Sammlung Tedden, Galerie der Stadt Remscheid
- 2018: Emschergold. Sammlung Tedden, Galerie Münsterland, Emsdetten[11]

### Publikationen über die Sammlung
- Kennzeichen D. Sammlung Tedden. Mit einem Text von Oliver Zybok, Galerie der Stadt Remscheid, 2007, ISBN 3-933434-25-4.
- Emschergold. Sammlung Tedden. Mit einem Text von Andrea Brockmann, Galerie Münsterland, Emsdetten 2018 (264 Seiten), ISBN 978-3-940985-58-3.